# Ivànovka (Baixkíria)
Ivànovka - Ивановка (rus) - és un poble de Baixkíria, a Rússia, que en el cens del 2010 tenia 107 habitants. Pertany al districte de Iermolàievo.